# Agnes Kant
Agnes Catharina Kant (Hessisch Oldendorf, Baixa Saxònia, 20 de gener de 1967) és una política neerlandesa, principalment coneguda per haver estat la líder del Partit Socialista dels Països Baixos.
Com a política, fou membre del Tweede Kamer entre 1998 i 2010, essent a més la líder del seu partit des del 20 de juny de 2008 i fins al 4 de març de 2010. Després de patir una greu desfeta electoral en les eleccions municipals del 3 de març d'aquell any, Kant va decidir fer un pas enrere, abandonat el càrrec de cap del grup parlamentari i anunciant que no es presentaria a la reelecció en les properes eleccions nacionals.